# 藤井敏嗣
藤井 敏嗣（ふじい としつぐ、1946年12月6日 – ）は、日本の地球科学者。専門は、岩石学・マグマ学。学位は、理学博士（東京大学・1975年）。東京大学名誉教授。

## 略歴
- 1946年: 福岡県田川市で出生
- 1965年: 東京都立大学附属高等学校卒業
- 1970年: 東京大学理学部地学科卒業
- 1975年: 東京大学大学院理学系研究科博士課程修了、同年3月東京大学より理学博士の学位を取得、学位論文の題は「Petrology of Hamada nephelinite and associated ultramafic and mafic inclusions(浜田ネフェリナイト及びその超苦鉄質及び苦鉄質捕獲岩の岩石学的研究)」[1]。
- 1975年: 同大学理学部助手
- 1984年: 東京大学地震研究所助教授
- 1989年: 同研究所教授
- 1997年: 東京大学地震研究所所長（〜2001年）
- 2003年: 気象庁火山噴火予知連絡会会長（〜2017年6月20日）[2]
- 2004年: 東京大学理事、副学長（佐々木毅総長、〜2005年）
- 2010年: 東京大学名誉教授
- 2010年: NPO法人環境防災総合政策研究機構理事、環境・防災研究所所長

この間、1976〜1977年に米国のカーネギー財団地球物理学研究所PD、1980〜1982年にカナダのアルバータ州立大学客員研究員を務めた。

## 諸活動
2003年〜2017年に気象庁の火山噴火予知連絡会会長、2006年〜2008年に日本火山学会会長として活動した。その他に、文部科学省科学技術・学術審議会委員、国際火山学・地球内部化学協会（IAVCEI）副会長、日本地球惑星科学連合固体地球科学セクションプレジデント、中央防災会議「災害教訓の継承に関する専門調査会」委員、「火山情報等に対応した火山防災対策検討会」座長代理、「富士山ハザードマップ検討委員会」委員、「三宅島火山活動検討委員会」座長を歴任し、マグマ学や岩石学の第一人者として火山対策などの防災に貢献した。

## 受賞
- 2008年： 防災功労者防災担当大臣表彰
- 2010年： 防災功労者内閣総理大臣表彰